# Juan Martín Parodi
Juan Martín Parodi González (Paysandú, 22 de septiembre de 1974) es un exfutbolista uruguayo. Jugaba de mediocampista y militó en diversos clubes del mundo. Fue seleccionado al equipo de primera división nacional. Con esta disputó la Copa América Perú 2004 y las clasificatorias sudamericanas para la Copa del Mundo FIFA Alemania 2006.
Su último club fue el Estudiantil Sanducero, club en el cual se inició en juveniles. En la actualidad se encuentra dirigiendo las juveniles de la selección sanducera, donde logró diversos campeonatos nacionales. 
En el 2020 brindó toda su experiencia y los secretos de Uruguay y su fútbol a China. 

## Clubes
| Club                         | País      | Año        |
| ---------------------------- | --------- | ---------- |
| Nacional                     | Uruguay   | 1993-1996  |
| Deportivo Español            | Argentina | 1997-1998  |
| Toros Neza                   | México    | 1998-1999  |
| Club Atlético Huracán        | Argentina | 1999-2000  |
| Zacatepec                    | México    | 2000-2002  |
| Colón de Santa Fe            | Argentina | 2002-2003  |
| Panionios                    | Grecia    | 2003-2004  |
| Olimpia                      | Paraguay  | 2005       |
| Al-Ahli                      | EAU       | 2006 -2007 |
| Defensor Sporting            | Uruguay   | 2007-2008  |
| Deportivo Pereira            | Colombia  | 2008       |
| Olympiakos Volou             | Grecia    | 2009-2010  |
| Deportivo Pereira            | Colombia  | 2010       |
| Huracán Fútbol Club Paysandú | Uruguay   | 2011       |
| Estudiantil Sanducero        | Uruguay   | 2012       |

- Datos: Q32315